# Quick-Step (merknaam)
Quick-Step is een merknaam van laminaat en parket, dat sinds 1990 bestaat. Het wordt geproduceerd door Unilin, dat zijn hoofdzetel heeft in het Belgische Wielsbeke. In 1989 nam Unilin, dat aanvankelijk vlasspaanplaten maakte, het bedrijf Fibrolin over. Dat bedrijf maakte gemelamineerde houtspaanplaten voor vloerbedekking. Fibrolin werd omgedoopt in Unilin Decor en Unilin produceerde verder deze laminaatvloeren onder de naam Quick-Step. Het bedrijf introduceerde in 1997 het Uniclic-kliksysteem. Dit maakte het mogelijk laminaatvloeren te plaatsen zonder bijproducten, zoals lijm. Het systeem werd wereldwijd gepatenteerd. Aanvankelijk kocht het bedrijf nog mdf-platen in, maar eind jaren 90 begon men ook zelf met de productie. In het begin van de 21ste eeuw werden de laminaten verder wereldwijd geproduceerd en verdeeld. In Amerika en verschillende Europese landen leverde Quick-Step juridisch strijd met Berry Floor over de patenten voor de kliksystemen.

## Sponsoring
In 1998 werd Quick-Step cosponsor van de wielerploeg Mapei. Toen die ploeg in 2003 verdween werd het de hoofdsponsor van de Quick Step-ploeg tot 2011. Vanaf 2012 werd het cosponsor met Omega Pharma en later met Etixx.